# Špránek
Špránek, zvaný též jako Zkamenělý zámek, je zaniklý hrad ležící 1,2 km od Javoříčka v okrese Olomouc. Jedná se o drobné pozůstatky středověkého hradu, který se v listinách uvádí roku 1313. Na hradě se vystřídalo několik majitelů a roku 1398 byl již rozbořený. Zanikl za moravských markraběcích válek někdy po roce 1380.
Pozůstatky hradu se nachází na území národní přírodní rezervace Špraněk.

## Fotogalerie

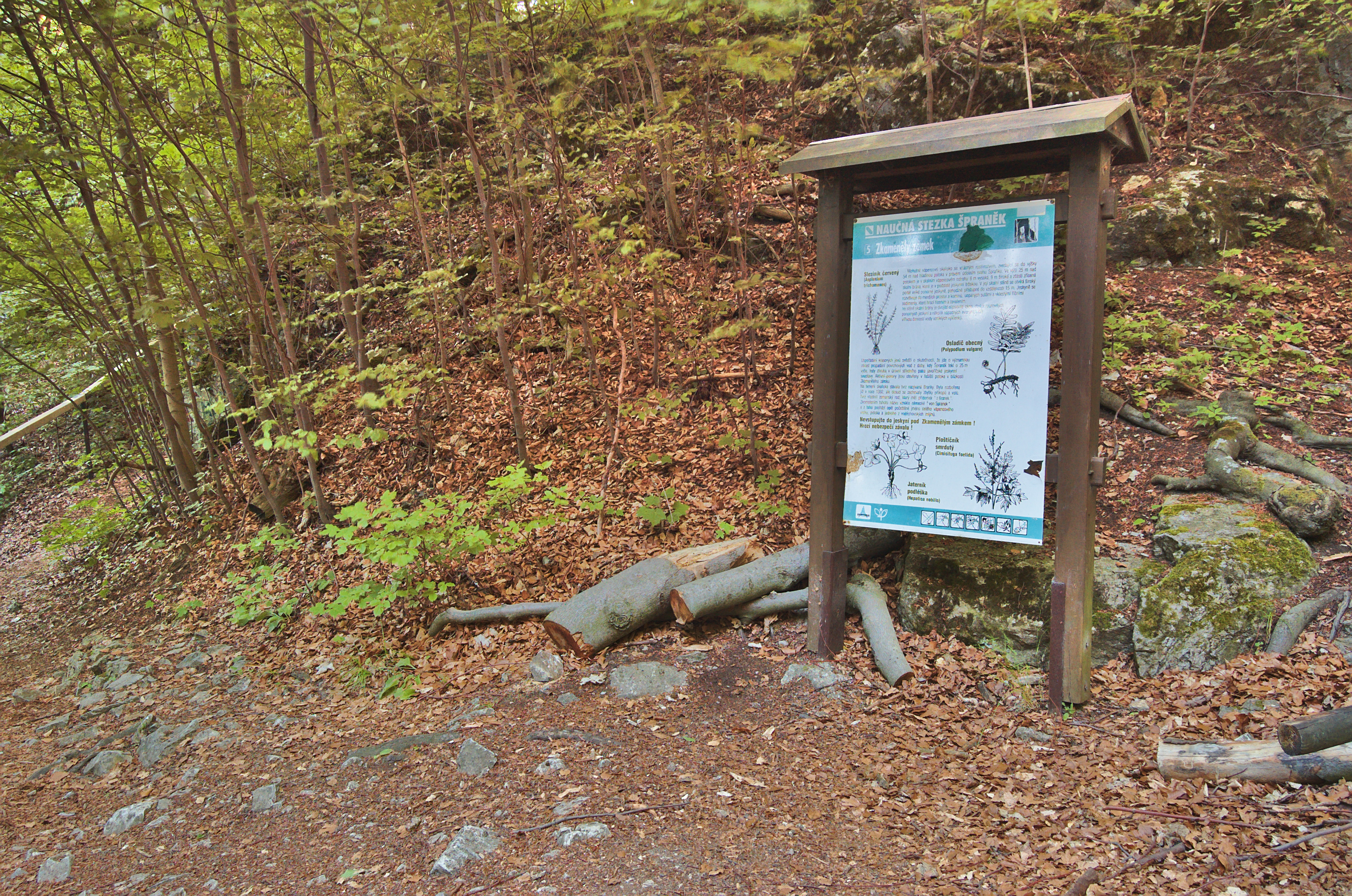
Informační tabule pod bývalým hradem
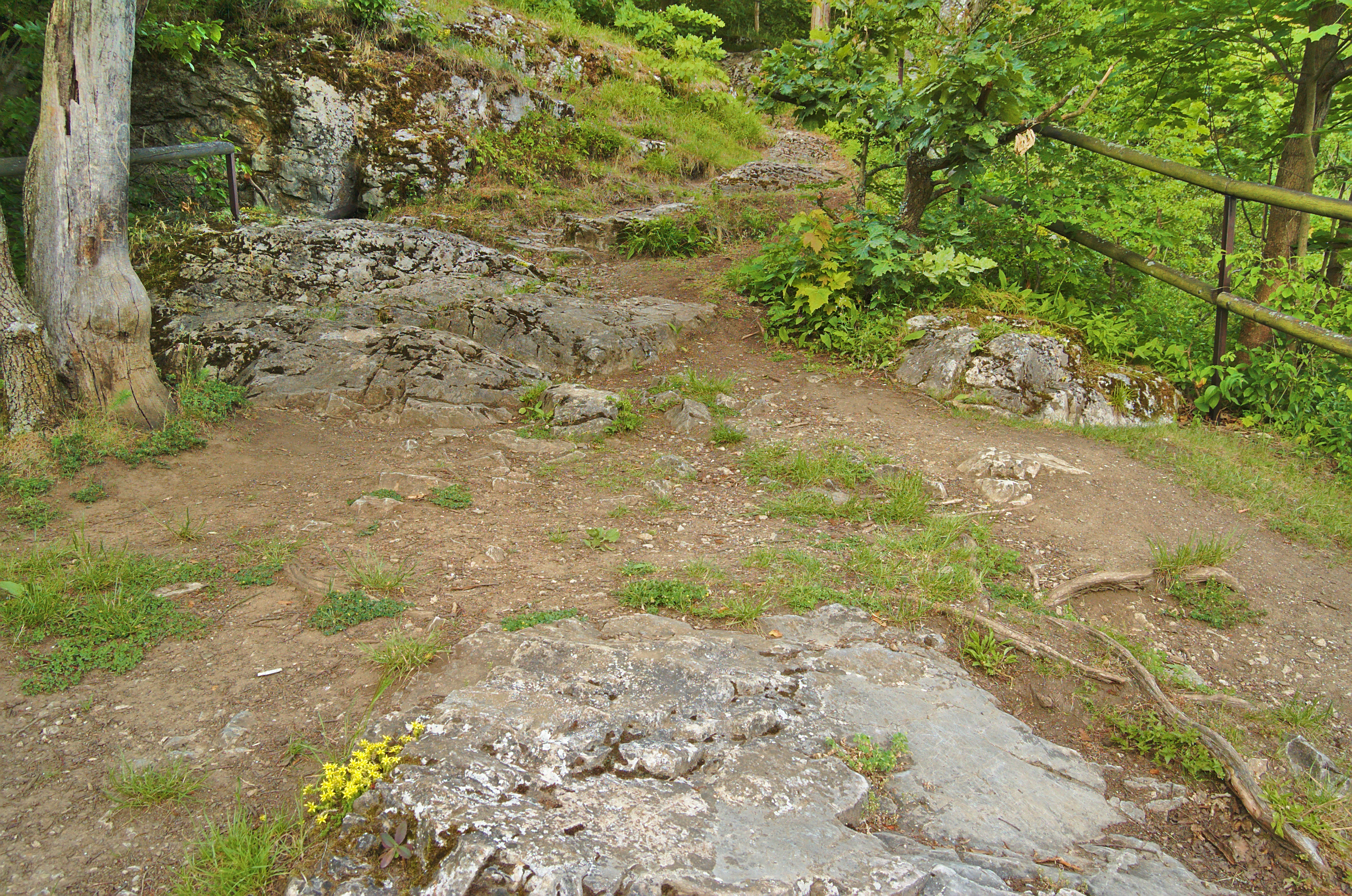
Místo, kde stával hrad
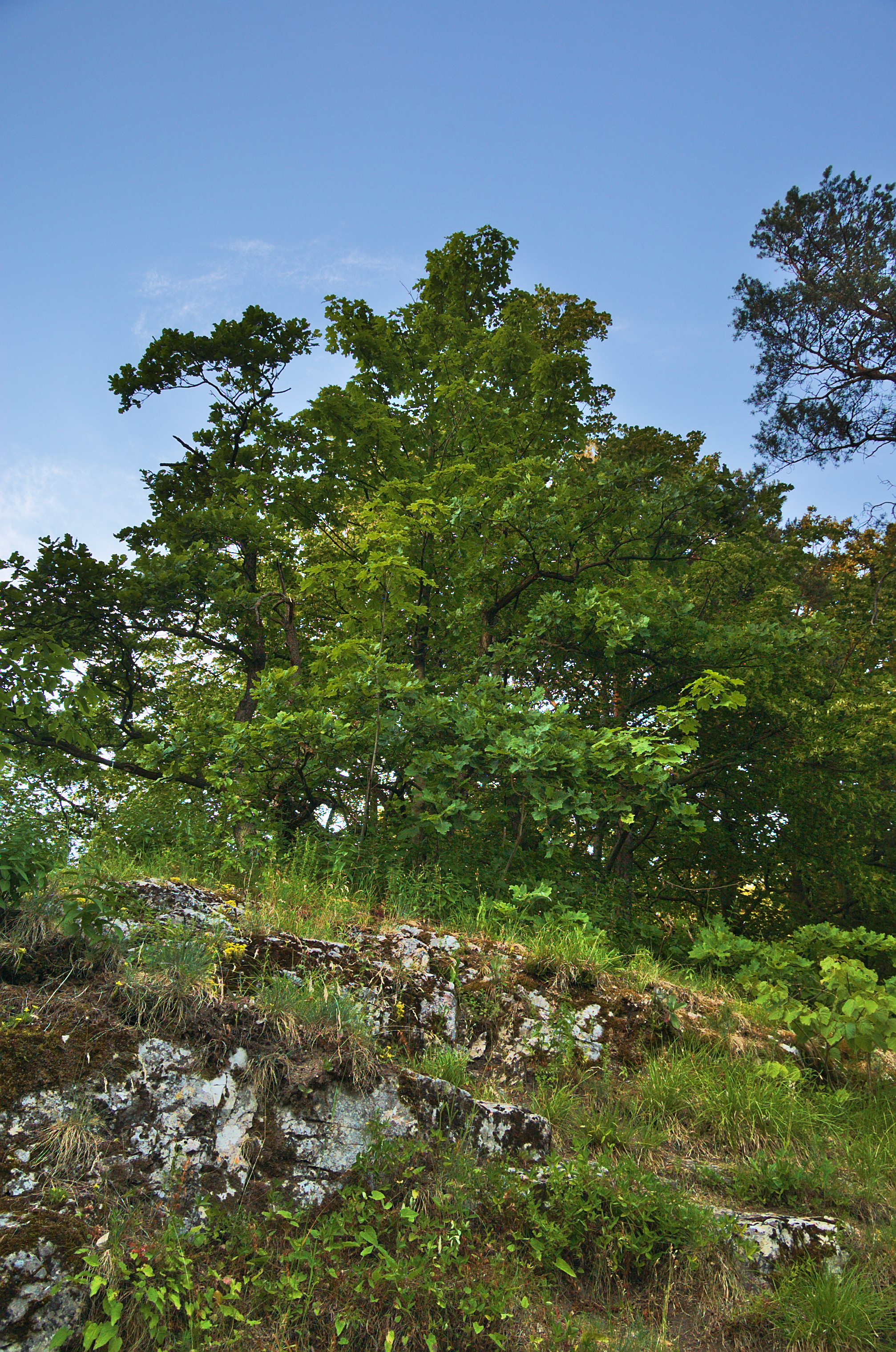
Místo, kde stával hrad
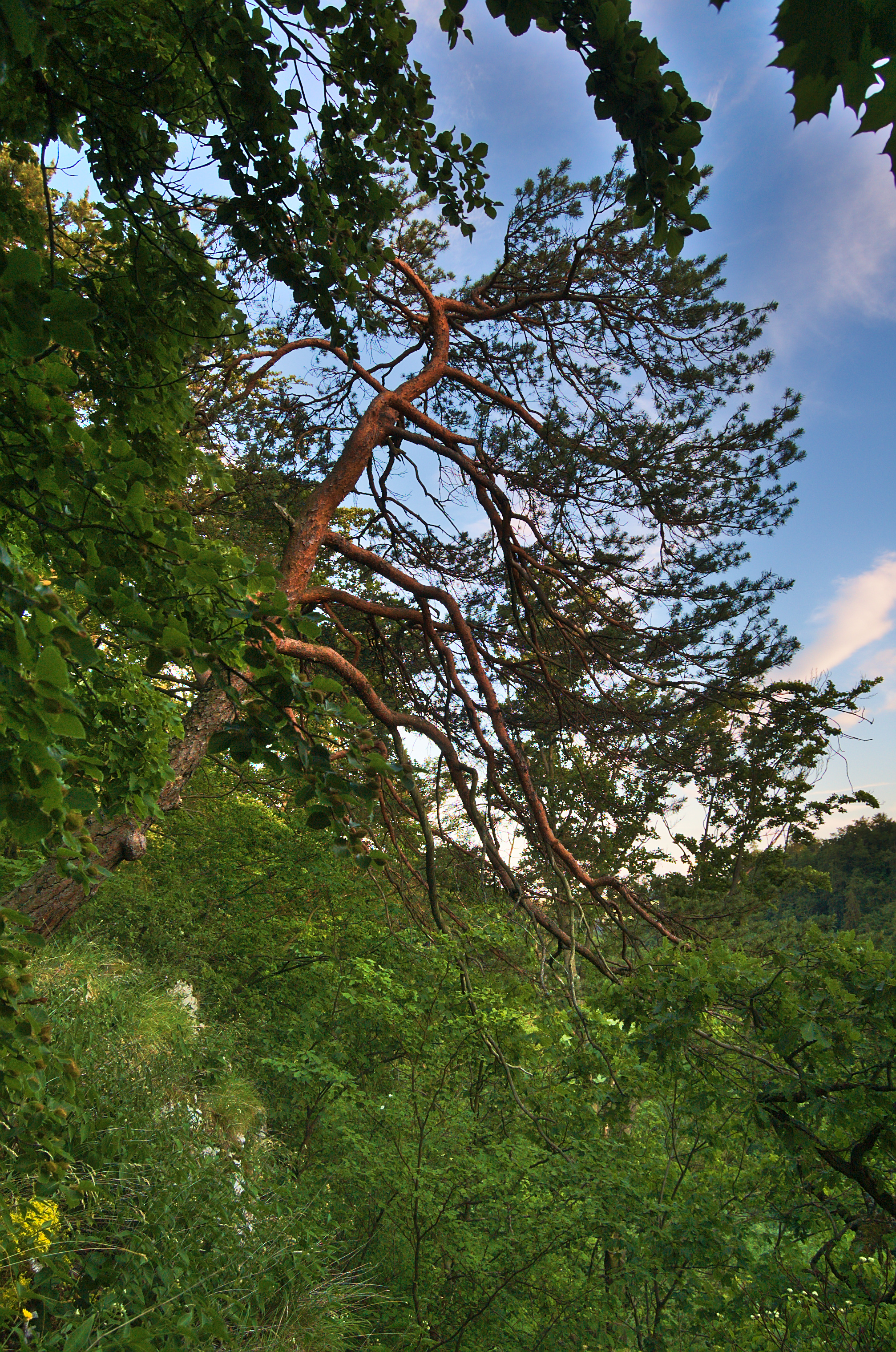
Místo, kde stával hrad